# Ballertasche
Die Ballertasche ist ein in einer Flussschleife liegender Bereich in der Aue der Oberweser. Der südliche Teil der Ballertasche ist als Naturschutzgebiet ausgewiesen.

## Naturschutzgebiet
Das Naturschutzgebiet mit dem Kennzeichen NSG BR 179 ist circa 46,5 Hektar groß. Es ist praktisch deckungsgleich mit dem gleichnamigen, rund 44 Hektar großen FFH-Gebiet. Das Naturschutzgebiet ist im Norden, Osten und Süden vom Landschaftsschutzgebiet „Weserbergland - Kaufunger Wald“ umgeben, das es im Geltungsbereich der Naturschutzverordnung ersetzt. Das Gebiet steht seit dem 4. August 2021 unter Naturschutz. Zuständige untere Naturschutzbehörde ist der Landkreis Göttingen.

## Beschreibung
Die Ballertasche liegt im Weserbergland nördlich der niedersächsischen Stadt Hann. Münden im Landkreis Göttingen in einem Durchbruchstal der Weser zwischen dem Reinhardswald im Westen und dem Bramwald im Osten. Sie grenzt dabei durch eine Straße getrennt an die teilweise steil abfallenden Hänge des Bramwaldes. In dem circa 70 Hektar großen Gebiet, das dem Allgemeinen Hannoverschen Klosterfonds gehört, werden seit den 1950er-Jahren Kies und Sand im Trockenabbauverfahren gewonnen. Die Kies- und Sandvorkommen gehen auf Ablagerungen seit den Saale- und Weichsel-Kaltzeiten zurück.
In einem Großteil des Gebietes ist der Kies- und Sandabbau mittlerweile eingestellt. In Teilen im Süden der Ballertasche wurden der Kies- und Sandabbau bereits Anfang der 1980er-Jahre eingestellt. Die Abbaugewässer sollten verfüllt und das Gebiet rekultiviert werden, um anschließend als landwirtschaftliche Nutzfläche zur Verfügung zu stehen. Naturschutzverbände erkannten den besonderen Wert der Ballertasche und setzten sich für den Erhalt der Lebensräume ein. 1987 wurde eine 17 Hektar große Fläche für den Naturschutz gesichert, die in der Folge bis auf ihre heutige Größe erweitert wurde. 1999 wurde das Gebiet als FFH-Gebiet ausgewiesen. Der nördliche Teil der Ballertasche wird nach dem Ende der Nutzung durch das Kieswerk rekultiviert.
Das Gebiet wird von einem Mosaik aus durch den Bodenabbau entstandenen Strukturen mit Kieshalden, Schotterbänken und Sandbänken geprägt. In dem Gebiet sind dauerhafte Wasserflächen, aber auch temporäre Tümpel zu finden. Die dauerhaften Wasserflächen sind teilweise aus Schlammabsetzbecken hervorgegangen. Infolge der Aufgabe der Nutzung fand kein Abpumpen des Wassers mehr statt, wodurch sich auch größere Wasserflächen bildeten. Im Osten der Ballertasche sind im Übergang zum Bramwald Aufschlüsse des Buntsandsteins mit Geröllfeldern zu finden. Stellenweise ist Buntsandstein auch als anstehendes Gestein in der Grube zu finden.
Die aufgelassenen Bereiche der Grube wurden infolge natürlicher Sukzession wieder besiedelt. Große Teile des Gebietes sind verbuscht, kleinflächig sind Waldgesellschaften ausgebildet. Die dauerhaften Wasserflächen sind von Ufer- und Verlandungsvegetation umgeben. Die Ballertasche ist Sekundärlebensraum für die Flora und Fauna in der sonst nicht mehr vorhandenen natürlichen Flussaue. Durch die Lage herrscht in dem Gebiet ein trockenwarmes Kleinklima.
Da mit dem Ende der Abbautätigkeit durch diese keine Rohbodenflächen und -tümpel mehr entstehen, sind zum Erhalt der Lebensräume Pflegemaßnahmen nötig, die unter anderem das Zuwachsen oder Verbuschen der Laichgewässer verhindern sollen. Trotz Pflegemaßnahmen, die seit den 1990er-Jahren durchgeführt werden, ging der Bestand der Gelbbauchunke in der Ballertasche in den 1990er- und 2000er-Jahren stark zurück. Um den Bestand zu stützen, werden daher Kaulquappen aus dem Biotop entnommen und in einem Aquaterrarium aufgezogen. Die Jungtiere werden anschließend wieder in der Ballertasche ausgesetzt.
Im Rahmen einer Pflegemaßnahme wurde Anfang 2020 eine verbuschte Fläche in der Ballertasche freigestellt. Um die erneute Verbuschung zu vermeiden, wird das Gebiet extensiv beweidet. Außerdem werden immer wieder neue Laichgewässer für die Gelbbauchunke angelegt.
Das Gebiet wird im Osten von der Landesstraße 561 begrenzt, die es von den Winterquartieren der Amphibien im Bramwald trennt. Zum Schutz der Tiere vor dem Straßenverkehr wurden für die Zeit der Wanderung der Tiere von ihren Winterquartieren zu ihren Laichgewässern ab 1986 Schutzzäune eingerichtet. Im Herbst 1998 wurden fünf dauerhafte Durchlässe unter der Landesstraße installiert, entsprechende feste Leiteinrichtungen auf beiden Straßenseiten folgten zwei Jahre später.
Zur Weser hin ist das Gebiet von landwirtschaftlichen Nutzflächen begrenzt. Zur Vermeidung von Störungen besteht ein Betretungsverbot des Geländes.

## Flora und Fauna
Das Gebiet ist wichtiger Lebensraum verschiedener Amphibien, darunter Gelbbauchunke, Geburtshelferkröte, Kreuzkröte, Erdkröte, Seefrosch, Grasfrosch, Teichmolch, Bergmolch, Fadenmolch und Kammmolch. Die Gelbbauchunke hat hier eines ihrer größten Vorkommen in Niedersachsen und das einzige in ihrem Primärlebensraum Flussaue, das allerdings wie die meisten anderen Vorkommen der Art im Weser-Leine-Bergland ein isoliertes Vorkommen.
Auch die Reptilienarten Ringelnatter, Blindschleiche und Zauneidechse sind im Gebiet heimisch. Weiterhin ist es Lebensraum zahlreicher Libellen. So sind hier unter anderem Weidenjungfer, Gemeine Binsenjungfer, Kleine Binsenjungfer, Gemeine Winterlibelle, Frühe Adonislibelle, Große und Kleine Pechlibelle, Gemeine Becherjungfer, Hufeisen-Azurjungfer, Kleines Granatauge, Herbstmosaikjungfer, Torfmosaikjungfer, Blaugrüne Mosaikjungfer, Große Königslibelle, Vierfleck, Plattbauch, Großer und Kleiner Blaupfeil, Gemeine Heidelibelle, Große Heidelibelle, Blutrote Heidelibelle, Schwarze Heidelibelle, Gebänderte Heidelibelle und Sumpfheidelibelle heimisch. Insekten sind weiterhin unter anderem durch zahlreiche Laufkäfer, darunter dem Braunen Sandlaufkäfer, Heuschrecken, die Heuschreckensandwespe, die März-Sandbiene, Grabwespen, Schmetterlinge wie Kleiner Feuerfalter und Schwalbenschwanz und verschiedene Köcherfliegen vertreten.
Das Gebiet ist auch Lebensraum und Nahrungshabitat für verschiedene Vögel. So wurden hier unter anderem Zwergtaucher, Reiherente, Haubentaucher, Wasserralle, Teichhuhn, Graugans, Rohrweihe, Uferschwalbe, Flussregenpfeifer, Eisvogel, Neuntöter, Baumpieper, Bachstelze, Zaunkönig, Heckenbraunelle, Rotkehlchen, Schwarzkehlchen, Hausrotschwanz, Sumpfrohrsänger, Teichrohrsänger, Drosselrohrsänger, Gartengrasmücke, Mönchsgrasmücke, Feldschwirl, Zilpzalp, Fitis, Gartenbaumläufer, Goldammer und Rohrammer nachgewiesen, die teilweise im Gebiet auch brüten. Zeitweise nutzen Uhu und Waldkauz beim Bodenabbau entstandene Steilwände als Brutplätze. Auch die in den nahen Wäldern heimischen Vögel Wespenbussard, Schwarzmilan, Rotmilan und Baumfalke sowie verschiedene Spechte, darunter Grau-, Grün-, Bunt- und Kleinspecht, suchen das Gebiet für die Nahrungssuche auf, ebenso auch wie der in der Weseraue heimische Weißstorch sowie gelegentlich auch der Schwarzstorch, der im Bramwald am Totenberg ein bekanntes Vorkommen hat. Weiterhin hat das Gebiet durch seine Wasser-, Röhricht- und Schlammflächen Bedeutung als Rast- und Nahrungshabitat für durchziehende Vögel.